# Закревский, Дмитрий Андреевич
Дмитрий Андреевич Закревский (1769 — до 1835) — генерал-майор Русской императорской армии.

## Биография
Родился в 1769 году в семье Андрея Осиповича Закревского. Четырёх лет от роду был записан на военную службу в Кавказский мушкетерский полк; действительную службу начал в восемнадцатилетнем возрасте: 16 ноября 1787 года был произведён в поручики и в 1788 году переведён в корпус егерей и назначен старшим адъютантом в штаб генерал-поручика П. С. Потемкина. В 1788—1789 гг. принимал участие в Русско-турецкой войне, был при осаде Очакова и при взятии Аккермана и Бендер. 30 сентября 1788 года он был произведён в секунд-майоры и 15 декабря 1789 года — в премьер-майоры. 
4 января 1790 года был произведён в чин подполковника и в 1790—1791 гг., состоя генеральс-адъютантом в штабе князя Г. А. Потемкина, «был им употребляем по службе во все места, где нужда требовалась»; 12 февраля 1792 года был назначен командиром Ревельского мушкетерского полка, а 7 ноября 1794 года произведён в полковники. 
Во главе Ревельского полка участвовал в походах в Польшу, где за мужество, оказанное в борьбе с польскими мятежниками при Вильне, 15 сентября 1794 года был награждён орденом Святого Владимира 4-й степени. 
5 октября 1797 года Дмитрий Андреевич Закревский был произведён в генерал-майоры и назначен комендантом в Ревель и шефом тамошнего гарнизонного полка, но уже через два дня, «за подачу прошения об отставке, отставлен от службы с чином полковника». После восшествие на престол Александра I, 13 июля 1801 года Закревскому был возвращён чин генерал-майора. Умер до 1835 года.
Дочь Елизавета (1815—1866) после смерти родителей жила в Москве, в доме двоюродного брата графа С. П. Потемкина. Была замужем (с 28 января 1835 года) за Антоном Карловичем Данзасом (1805—1849), затем вышла замуж за престарелого, но пережившего её, троюродного брата отца, графа А. И. Гудовича.

## Источник
- Закревский, Дмитрий Андреевич // Русский биографический словарь : в 25 томах. — СПб.—М., 1896—1918.